# Бојан Алексов
Бојан Алексов (Београд) јесте српски и британски активиста, историчар и универзитетски професор. Он је антиратни активиста и активиста за људска права, историчар и отворени хомосексуалац.
Био је активиста против југословенских ратова кроз ангажман у Центру за антиратну акцију, Жене у црном и приговарачима савести у Србији. Од 2007. године је доцент, а потом и ванредни професор историје југоисточне Европе на Универзитетском колеџу у Лондону за словенске и источноевропске студије.

## Биографија
На почетку рата у Хрватској 1991. Алексов је био у ЈНА на одслужењу редовног војног рока. У августу, након покушаја бекства из службе, Алексов је ухваћен и послат у војну болницу у Сарајеву. Касније је пуштен након што му је потврђено да је „ментално неспособан да служи војску“.
Дипломирао је историју на Универзитету у Београду 1998. године. Добитник је Хумболтове стипендије на Слободном универзитету у Берлину 2004. и Макс Веберове стипендије на Европском универзитетском институту у Фиренци 2006. Алексов је докторирао упоредну историји централне, јужне и источне Европе на Централноевропском универзитету у Будимпешти 2005. Теза му је била Религијско неслагање у доба модернизације и национализма: Назарени у Мађарској и Србији 1850-1914. Алексов је завршио магистарске студије историје Централне Европе на Централноевропском универзитету у Будимпешти 1999. године. Његова теза била је Динамика изумирања: назаренска верска заједница у Југославији после 1945. године.

### Активизам
Алексов се 1991. придружио антиратним протестима које су организовали Центар за антиратну акцију (ЦАА) и организација Жене у црном. Алексов је био један од портпарола Приговарача савести, где је од 1992. године служио као важан извор информација о регрутацији и приговору савести у Савезној Републици Југославији. Учествовао је у свакодневним бдењима у Пионирском парку дајући савете и дистрибуцију алтернативних информација, прикупљајући потписе за референдум у Србији да ли војници из Србије треба да ратују ван њених граница. У пролеће 1992. ЦАА је коорганизовао велике антиратне протесте у Југославији. Алексов је присуствовао годишњем састанку Међународног покрета приговарача савести, у јужној Француској 1992, у Турској 1993, Колумбији 1994, и састанку Европског покрета приговарача савести у Грчкој 1995. Био је говорник на Међународном семинару ратних отпорника „Променљиво лице војске“ одржаном у Немачкој у августу 1999.
Са Женама у црном, Алексов је прикупљао информације и извештавао о мобилизацијама, суђењима противницима и дезертерима и отпору рату у Босни, Хрватској и на Косову. Такође је помагао у пружању адвоката и других облика неге противницима из Србије, проналажењу склоништа и саветовању за дезертере који долазе из Босне и организовању безбедног пролаза у друге земље. Алексов је говорио о свом активизму за сарајевски KvirArhiv.org.
У јулу 2000. Алексова је ухапсила Полиција државне безбедности и задржана 23 сата у СЈБ у Београду. Био је приморан да напише изјаву од 12 страница, коју му је диктирао службеник који га је испитивао, са детаљима о његовим активностима у вези са Приговарачима савести и Женама у црном и потпише споразум о сарадњи са Полицијом државне безбедности. Amnesty International и War Resisters International су написали јавне изјаве забринутости и писма подршке Алексову. Након пуштања на слободу, Алексов је поднео захтев за политички азил у Немачкој. Срушењем Слободана Милошевића, он је повукао захтев за азил и поднео тужбу против државе Србије. У 12-годишњем судском процесу, Апелациони суд Србије пресудио је у корист Алексова и наложио држави Србији да Алексову надокнади штету за повреду части и угледа коју је нанела Полиција државне безбедности.
Дана 26. новембра 2013. године на Универзитетском колеџу у Лондону Алексов је председавао на округлом столу са Славојем Жижеком и Срећком Хорватом. Године 2010. једно од Алексовљевих предавања на Универзитетском колеџу у Лондону било је Ко или шта је убило Франца Фердинанда?
Такође је био део пројекта који се бави транснационалним везама отпорника и покрета отпора у Европи током Другог светског рата. Он се бави прикупљањем и истражује мемоаре јеврејских избеглица из (Беча, Прага, Берлина) који су ратне године провели на балканским висоравнима кријући се или придружујући се локалним покретима отпора, читајући их као сведочанства очигледног парадокса да Европа и њени народи, тако често сматран заосталим и нецивилизованим, нудио је уточиште људима који беже из самих престоница европске културе и цивилизације.

## Књиге и публикације
- Questioning Western Approaches to Religion in the Former Yugoslavia[24]
- Camps as crucibles of transnational resistance[24]
- Transnational perspectives on Jews in the Resistance[24]
- Strange bedfellows: British women and Serbs 1717 – 1945[24]
- The Vicissitudes of Dositej Obradović's Cult among the Serbs[24]
- Forgotten Yugoslavism and anti-clericalism of Young Bosnians[24]
- The Serbian Orthodox Church[24]
- Wars and Betweeness: Big Powers and Middle Europe 1918-1945 (co-edited with Aliaksandr Piahanau). Budapest CEU Press[25]
- Religious Dissent between the Modern and the National – Nazarenes in Hungary and Serbia 1850–1914,[26] (reviewed by several authors)[27][28][29]
- 7000 Years of History:  Illustrated Historical Chronology.[30]
- Religious education in Serbia as a litmus test for church-state relations[31]
- Resisting the Wars in the Former Yugoslavia.[32]
- Deserters from the War in Former Yugoslavia.[33]
- Oltar i kruna